# 拉尔夫·米利班德
拉尔夫·米利班德（英語：Ralph Miliband；1924年1月7日—1994年5月21日），英国波兰犹太裔马克思主义理论家、社会学家，生于比利时布鲁塞尔工人家庭，1940年，为躲避纳粹迫害而举家移民英国，就读于英国伦敦政经学院，博士导师为哈罗德·拉斯基，参与左翼政治，在马克思墓前表示要致力于社会主义事业。第二次世界大战中，在英国皇家海军中服役。1946年，定居伦敦。1948年，成为英国公民。1960年代，成为英国新左翼运动知名成员，对苏联、东欧等社会主义国家政府持批判态度，曾就马克思主义理论和资本主义批判进行著述。儿子埃德·米利班德、戴维·米利班德为英国工党知名政治家。学生有格拉汉姆·阿伦、塞尔索·阿莫里姆。他是工具马克思主义的代表人物。